# ハブ・トーンズ
『ハブ・トーンズ』（Hub-Tones）は、アメリカ合衆国のジャズ・トランペット奏者、フレディ・ハバードが1962年に録音・1963年に発表したスタジオ・アルバム。

## 解説
ハバードは本作の録音に先がけて、1962年5月28日にハービー・ハンコックのリーダー・デビュー作『テイキン・オフ』の録音に参加しており、本作ではハンコックがサイドマンとして起用された。「ラメント・フォー・ブッカー」は、ハバードの親友であったトランペット奏者ブッカー・リトルを追悼した曲で、「フォー・スピーズ・セイク」は本作でサイドマンを務めたジェームス・スポルディングに捧げられた曲である。
スコット・ヤナウはオールミュージックにおいて5点満点中4.5点を付け「ジョン・コルトレーンのモーダル・ミュージックが、ハバードの音楽性に影響を与え始めており、ハバード自身の演奏は、アヴァンギャルドの領域に入ることなく、当時のメインストリーム・ジャズを前進させている」と評している。

## 収録曲
特記なき楽曲はフレディ・ハバード作。
1. ユーアー・マイ・エヴリシング - "You're My Everything" (Mort Dixon, Harry Warren, Joe Young) - 6:38
2. プロフェット・ジェニングス - "Prophet Jennings" - 5:32
3. ハブ・トーンズ - "Hub-Tones" - 8:25
4. ラメント・フォー・ブッカー - "Lament for Booker" - 9:43
5. フォー・スピーズ・セイク - "For Spee's Sake" - 8:36

### CDボーナス・トラック
1. ユーアー・マイ・エヴリシング（別テイク） - "You're My Everything (Alternate Take)" (M. Dixon, H. Warren, J. Young) - 6:29
2. ハブ・トーンズ（別テイク） - "Hub-Tones (Alternate Take)" - 8:01
3. フォー・スピーズ・セイク（別テイク） - "For Spee's Sake (Alternate Take)" - 7:54

## 参加ミュージシャン
- フレディ・ハバード - トランペット
- ジェームス・スポルディング - アルト・サクソフォーン、フルート
- ハービー・ハンコック - ピアノ
- レジー・ワークマン - ベース
- クリフォード・ジャーヴィス - ドラムス